# 第69回NHK紅白歌合戦
『第69回NHK紅白歌合戦』（だい69かいエヌエイチケイこうはくうたがっせん）は、2018年（平成30年）に平成最後の12月31日19時15分から23時45分に放送された通算69回目のNHK紅白歌合戦である。

## 当日までのタイムライン
日付はいずれも2018年。
- 10月5日 - 開催日程と放送時間が発表される。テーマは、平成最後にして2016年の第67回放送より貫いてきた『夢を歌おう』[1]。同時に観覧者募集要項を告知[2]。同年12月1日に開局した新チャンネルNHK BS4K、NHK BS8Kでのサイマル放送[注 1]が実施されることも発表された。
- 11月9日 - 司会者発表[3]。
- 11月14日 - 出場歌手発表（正規歌手42組、特別企画1組）、および初出場歌手らによる記者会見が行われた[4][5]。
- 12月4日 - 第64回（2013年）を最後に紅白を勇退していた北島三郎が特別企画で5年ぶりに出演し、「まつり」を歌唱することが発表された[6]。また、弟子の北山たけしと大江裕のユニット「北島兄弟」の出演も決定した[6]。なお、北島は第64回の時点で「以後は打診があっても辞退する」と発表し、「特別枠でのオファーも一切受けない」としていた[7]。
- 12月6日 - NHK会長：上田良一の12月定例会見の席にて「第69回NHK紅白歌合戦のNHK BS8Kチャンネルを用いたライブパブリック・ビューイングを東京ミッドタウン日比谷アトリウムで実施する」ことが発表された[8]。
- 12月12日 - サザンオールスターズが特別企画として出演することが発表された。同ボーカルの桑田佳祐はソロ歌手として前回特別出演しているが、同グループとしての出演は第65回（2014年）以来4年ぶりで、中継でなくNHKホールからの出演は、第34回（1983年）以来35年ぶりのこととなる[9][注 2]。
- 12月16日 - 12月15日深夜放送の『シブヤノオト』内で、AKB48、Aqours、刀剣男士の歌唱曲が先行発表[10]。
- 12月18日 - 『チコちゃんに叱られる!』に出演中のチコちゃんと岡村隆史（ナインティナイン）による企画コーナーでの出演が発表された[11]。
- 12月19日 - ゲスト審査員が発表された[12]。併せて審査方法も視聴者、会場の観客、ゲスト審査員がそれぞれ1ポイントずつ持ちの3ポイント制、2ポイント獲得した方が勝利するという方式にすると発表[13]。
- 12月21日 - 当日披露する曲目が決定した。
- 12月22日 - 石川さゆりの演奏に、布袋寅泰がギタリストとして出演することを発表[14]。
- 12月25日
  - 『おげんさんといっしょ』の企画コーナーでのコラボレーションが発表された[15]。
  - サラ・ブライトマンの追加出場を発表。YOSHIKIとの共演での紅組からの出場であり、サラは第42回（1991年）以来27年ぶりとなる[16]。また、既にHYDEとともに白組からの出場を決めていたYOSHIKIは、紅白としては初めて同一回に両組から出場することとなる[17]。
- 12月26日 - 米津玄師の追加出場（白組として歌唱）を発表[18]。
- 12月27日 - 曲順が決定した。

## 当日のステージ

### 前半
- グランドオープニングは、「平成30年、紅白のある風景を名曲と共に振り返る」をテーマに「平成の紅白名場面」のアーカイブス映像と、今年の司会・出場歌手が融合した映像が流れた[19]。この中で、第54回（2003年）のシーンで2016年に解散したSMAPの歌う「世界に一つだけの花」の映像が流れ、反響を呼んだ[20]。

| 放送年   | 曲名                       | 歌手           |
| -------- | -------------------------- | -------------- |
| 平成2年  | おどるポンポコリン         | B.B.クィーンズ |
| 平成3年  | どんなときも。             | 槇原敬之       |
| 平成4年  | 紅                         | X JAPAN        |
| 平成6年  | BOY MEETS GIRL             | TRF            |
| 平成7年  | ラブリー                   | 小沢健二       |
| 平成8年  | そばかす                   | JUDY AND MARY  |
| 平成11年 | LOVEマシーン               | モーニング娘。 |
| 平成15年 | 世界に一つだけの花         | SMAP           |
| 平成20年 | きよしのズンドコ節         | 氷川きよし     |
| 平成21年 | Love so sweet              | 嵐             |
| 平成23年 | Rising Sun                 | EXILE          |
| 平成25年 | 恋するフォーチュンクッキー | AKB48          |
| 平成26年 | NIPPON                     | 椎名林檎       |
| 平成27年 | 千本桜                     | 小林幸子       |
| 平成28年 | 恋                         | 星野源         |
| 平成28年 | 前前前世                   | RADWIMPS       |
| 平成29年 | 若い広場                   | 桑田佳祐       |

- 郷ひろみのステージでは、この年大ヒットした映画『カメラを止めるな!』をイメージしたワンカット撮りの演出が行われた[21]。
- Little Glee Monsterは、200人のコーラスをバックに歌唱した[22]。
- 『夢のキッズショー』では、指原莉乃（AKB48）、生田絵梨花（乃木坂46）らが「ひょっこりひょうたん島」を、ムロツヨシ、大野智（嵐）らが「にじのむこうに」を、松田聖子が「切手のないおくりもの」を、Sexy ZoneとKing＆Princeが「WAになっておどろう」を披露した。バックダンサーとして、三津谷寛治に扮した内村や、『おかあさんといっしょ』のメンバーが登場した[23]。
- 天童よしみのステージでは、『みんなで筋肉体操』から武田真治、小林航太、村雨辰剛が登場し、武田は曲中でサックスを披露した[24]。
- 純烈のステージでは、スーパー銭湯のステージセットでファン30名以上が応援する演出があった[23]。翌年にメンバーの友井雄亮が芸能界引退を表明したため、5人での紅白出場は最初で最後である[25]。
- 水森かおりはマジシャンのメイガス、Sexy Zoneはパフォーマンス集団の白Aとコラボし、イリュージョン対決を繰り広げた[26]。
- 特別企画のAqoursのステージでは、アニメ映像とシンクロする演出が行われた。映像では渡辺曜が番組テーマの「夢を歌おう」と書かれた横断幕を、黒澤ダイヤが紅のポンポンを、津島善子が白のポンポンをそれぞれ持つシーンが新たに作られ、実際のステージでもそれぞれの声優が持って曲を締めくくった[27]。
- 初の「同一回で紅白両組から出場」となったYOSHIKIは、白組での出演直後に紅組で連続して歌唱した[28]。
- 『おげんさんといっしょ』のコーナー内で、星野源扮する「おげんさん」がこれからの紅白について「紅組も白組も性別関係なく、混合チームでいけばいい」と見解を述べる場面があった[29]。
- 島津亜矢は中島みゆきの「時代」をカバーし、バックには平成30年間の映像が流れた。その歌唱力が反響を呼び、一時本人の公式ホームページにアクセスが殺到し繋がりにくい事態になった[30]。
- 2部制になってから初めて前半のトリを務めた五木ひろしのステージでは、DA PUMPがバックダンサーとして「いいねダンス」を披露した[31]。終盤にAqours、AKB48、TWICEがバックダンサーに加った場面で、前半の瞬間最高視聴率（40.8%、関東地区）を記録した[32]。

### 後半
- 後半トップのDA PUMPのステージでは、曲の中盤から内村が登場しダンスを披露した[33]。
- この日が「集牧（活動再開）」後初のパフォーマンスとなったいきものがかりは、母校である神奈川県立厚木高等学校[34]の生徒とダンスで共演した[23]。また、『笑う犬シリーズ』（フジテレビ）から内村扮するキャラクター「ミル姉さん」が映像で登場した[35]。
- 続くAKB48のステージでは「ミル姉さん」が客席に登場し、翌年にAKB48グループ及びHKT48からの卒業を控え、グループとして最後の出場となった指原莉乃に向けて「指原放牧 がんばれ」とボードを掲げてエールを送った[36]。
- 福山雅治は、映画『名探偵コナン ゼロの執行人』の映像をバックに歌唱した[23]。
- King & Princeの曲紹介では、平野紫耀が休養中の岩橋玄樹について触れ、「岩橋の分も頑張りたい」とコメントした。応援には松本潤（嵐）が駆けつけた[37]。曲中では、照明が6人のメンバーカラーに変化した[23]。
- 欅坂46は平手友梨奈が欠席で、小林由依が代役でセンターを務めた[38]。
- 三山ひろしは前回（第68回）14人目で失敗したけん玉連続大皿載せのギネス世界記録に再挑戦した。最後は三山が自ら124人目となって決め、2年ぶりのギネス世界記録達成となった[39]。
- 曲の合間で『半分、青い。』から永野芽郁、『まんぷく』から安藤サクラ、『なつぞら』から広瀬が登場し、連続テレビ小説のヒロイン3名が揃ったところで、内村が『なつぞら』の語りを担当することを自ら発表した。紅白の司会とは別に以前から決まっていたことを明らかにしている[40]。
- 乃木坂46の曲紹介では、この日をもって卒業した西野七瀬に対して両親からのメッセージが流れた。さらに、バナナマン（『乃木坂工事中』で共演）が両親の元を訪れ、ウラトークにも登場するというサプライズがあった[41]。なお、岩本蓮加は前回同様オープニングまでの出演[42]。
- 松任谷由実は、事前に番組で募集した「私が好きなユーミンのうた」で選ばれた曲をメドレーで披露した。当初スタジオ内での歌唱と発表されていたが、2曲目の「やさしさに包まれたなら」でNHKホールにサプライズで登場した[43]。
- 今回がテレビ番組での初歌唱および初の生出演となった米津玄師は、NHK側の出演依頼時の提案に対し「祖父（「Lemon」を制作中だった前年12月に死去）が暮らした故郷で歌唱することに大きな意味があるような気がして」 とオファーを受諾した[44]。郷里の徳島県鳴門市にある大塚国際美術館システィーナホールからの生中継で出演した[45]。歌唱中にはホール内を無数のろうそくの明かりが照らす幻想的な演出が行われた。このろうそくを提供したカメヤマは、Twitterで「米津さん、たぶん、ものすごく、熱かった（暑かった）と思います」と反応した[46]。また、歌唱後に米津が「この場を用意していただいたすべての方に感謝の気持ちを述べたいと思います。本当にどうもありがとうございました」と挨拶すると、内村が「米津さんがしゃべっている！」と驚いた。紹介VTRでは、主題歌に起用された「アンナチュラル」の映像も使用された[47]。
- ゆずは「うたエール」を弾き語りで披露し、歌詞の一部を変更した[48]。
- 石川さゆりの演奏に、布袋寅泰がギタリストとして出演。布袋の出演は第57回（2006年）に妻である今井美樹のバックで演奏して以来12年ぶり。石川からのオファーによって共演が実現した[14]。のちに布袋は第72回（2021年）で正式に初出場を果たした。
- 嵐の歌唱前には、東日本大震災で被災し前年に避難指示が解除された福島県飯舘村を訪れたVTRが流れ、ステージ上でメンバーが1人ずつメッセージを述べた[49]。
- 「究極の大トリ」を担当したサザンオールスターズは、35年ぶりにNHKホールで歌唱した。2曲目の「勝手にシンドバッド」では、桑田佳祐が松任谷を抱き寄せながら踊り、松任谷が桑田の頬にキスをして応じ両者がコールアンドレスポンスをしたほか、桑田が北島三郎にマイクを差し出すなど、出演者全員で会場を盛り上げてのフィナーレとなった[50][51][52]。桑田と松任谷のテレビ番組での共演は、1987年の『メリー・クリスマス・ショー』（日本テレビ）以来31年ぶりだという[52]。

### 結果
審査については、前回（第68回#結果参照）、前々回（第67回#結果参照）の教訓を踏まえて、ゲスト審査員・会場審査員・視聴者審査員が1ポイントずつを有し、番組全体を通して優勢な方にポイントを与える3ポイント制となった。最後の対戦が終わった後で集計を行い、2ポイント以上獲得した組が優勝となる。
- ゲスト審査員（別記）：紅組（9 - 2）
- 会場審査員（NHKホールの観客全員）：白組（1,176 - 1,453）
- 視聴者審査員（総合テレビジョンの視聴者 定員なし）：白組（240,537 - 411,931）

総合結果は白組が優勝で前回に続き2連勝となり野村萬斎から優勝旗が授与された。この優勝旗授与の際、桑子が「ゲスト審査員を代表して、野村萬斎さんから紅組に優勝旗が渡されます」と言い間違えた。

## 出場歌手
紅組、      白組、      特別企画、      初出場、      返り咲き。
| 曲順 | 組   | 歌手名                           | 回 | 曲目                                               |
| ---- | ---- | -------------------------------- | -- | -------------------------------------------------- |
| 1    | 白   | 三代目 J Soul Brothers           | 7  | R.Y.U.S.E.I.                                       |
| 2    | 紅   | 坂本冬美                         | 30 | 夜桜お七                                           |
| 3    | 白   | 郷ひろみ                         | 31 | GOLDFINGER '99〜GO! GO! 2018〜                     |
| 4    | 紅   | Little Glee Monster              | 2  | 世界はあなたに笑いかけている                       |
| 5    | 白   | 山内惠介                         | 4  | さらせ冬の嵐〜刀剣男士コラボスペシャル〜           |
| 6    | 紅   | DAOKO                            | 初 | 打上花火                                           |
| 企画 | 企画 |                                  |    | 夢のキッズショー〜平成、その先へ〜                 |
| 7    | 白   | Hey! Say! JUMP                   | 2  | Ultra Music Power 〜Hey! Say! 紅白スペシャルver.〜 |
| 8    | 紅   | 丘みどり                         | 2  | 鳰の湖                                             |
| 9    | 紅   | 天童よしみ                       | 23 | ソーラン祭り節2018〜どさんこver.〜                 |
| 10   | 白   | Suchmos                          | 初 | VOLT-AGE                                           |
| 11   | 白   | 純烈                             | 初 | プロポーズ                                         |
| 12   | 紅   | あいみょん                       | 初 | マリーゴールド                                     |
| 13   | 紅   | 水森かおり                       | 16 | 水に咲く花・支笏湖へ〜イリュージョンスペシャル〜   |
| 14   | 白   | Sexy Zone                        | 6  | カラクリだらけのテンダネス〜2018紅白ver.〜         |
| 15   | 企   | 刀剣男士                         | 初 | 刀剣乱舞 〜出陣! 紅白歌合戦〜                      |
| 16   | 企   | Aqours                           | 初 | 君のこころは輝いてるかい?                          |
| 17   | 白   | YOSHIKI feat. HYDE               | 初 | Red Swan                                           |
| 18   | 紅   | YOSHIKI feat. サラ・ブライトマン | 初 | Miracle                                            |
| 19   | 紅   | 島津亜矢                         | 5  | 時代                                               |
| 20   | 白   | 五木ひろし                       | 48 | VIVA・LA・VIDA! 〜生きてるっていいね!〜            |

| 曲順 | 組 | 歌手名               | 回 | 曲目                                       |
| ---- | -- | -------------------- | -- | ------------------------------------------ |
| 21   | 白 | DA PUMP              | 6  | U.S.A.                                     |
| 22   | 紅 | いきものがかり       | 10 | じょいふる                                 |
| 23   | 紅 | AKB48                | 11 | 恋するフォーチュンクッキー                 |
| 24   | 白 | 福山雅治             | 11 | 2018スペシャルメドレー                     |
| 25   | 白 | King & Prince        | 初 | シンデレラガール                           |
| 26   | 紅 | Perfume              | 11 | Future Pop 紅白SP                          |
| 27   | 白 | 関ジャニ∞            | 7  | ここに                                     |
| 28   | 紅 | 欅坂46               | 3  | ガラスを割れ!                              |
| 29   | 白 | 三山ひろし           | 4  | いごっそ魂〜けん玉世界記録への道、再び〜   |
| 30   | 紅 | 西野カナ             | 9  | トリセツ                                   |
| 31   | 白 | SEKAI NO OWARI       | 5  | サザンカ                                   |
| 32   | 紅 | 乃木坂46             | 4  | 帰り道は遠回りしたくなる                   |
| 33   | 企 | 北島兄弟             | 初 | ブラザー                                   |
| 33   | 企 | 北島三郎             | 51 | まつり                                     |
| 34   | 紅 | TWICE                | 2  | 紅白メドレー2018                           |
| 35   | 白 | EXILE                | 12 | EXILE紅白スペシャル2018                    |
| 36   | 紅 | Superfly             | 3  | Gifts                                      |
| 37   | 白 | 三浦大知             | 2  | Be Myself 〜紅白スペシャル〜               |
| 38   | 紅 | aiko                 | 13 | カブトムシ                                 |
| 39   | 紅 | 松田聖子             | 22 | SEIKO DREAM MEDLEY 2018                    |
| 40   | 白 | 氷川きよし           | 19 | 勝負の花道〜世界に響く和太鼓SP〜           |
| 41   | 企 | 椎名林檎             | 6  | 獣ゆく細道                                 |
| 41   | 企 | 宮本浩次             | 初 | 獣ゆく細道                                 |
| 42   | 紅 | 松任谷由実           | 3  | 私が好きなユーミンのうた〜紅白スペシャル〜 |
| 43   | 白 | 星野源               | 4  | アイデア                                   |
| 44   | 白 | 米津玄師             | 初 | Lemon                                      |
| 45   | 紅 | MISIA                | 3  | アイノカタチ 2018                          |
| 46   | 白 | ゆず                 | 9  | うたエール                                 |
| 47   | 紅 | 石川さゆり           | 41 | 天城越え                                   |
| 48   | 白 | 嵐                   | 10 | 嵐×紅白スペシャルメドレー                  |
| 49   | 企 | サザンオールスターズ | 5  | 希望の轍                                   |
| 49   | 企 | サザンオールスターズ | 5  | 勝手にシンドバッド                         |

1. ↑  「ひょっこりひょうたん島」「わ〜お!」「にじのむこうに」「切手のないおくりもの」「WAになっておどろう」「パプリカ」を順に披露。
2. ↑  メンバーの山田涼介・知念侑李は過去にNYCおよびNYC boysとして4回出場。
3. ↑  現：timelesz。4人での出場（松島聡が活動休止中のため）。
4. ↑  メンバーの中島健人・菊池風磨は過去にNYC boysとして1回出場。
5. 1 2  ジャパンカルチャー特集企画としての出場。
6. ↑  YOSHIKIはX JAPANのメンバーとして前回まで計8回出場、HYDEはL'Arc〜en〜Cielのメンバーとして第62回（2011年）まで計5回出場。
7. ↑  グループとしては第53回（2002年）以来16年ぶりだが、ISSA以外のメンバーは初出場である。
8. ↑  BNK48と共演。
9. ↑  自身のカウントダウンコンサートを開催する神奈川県横浜市西区・パシフィコ横浜展示ホールからの中継。
10. ↑  「零 -ZERO-」「甲子園」を順に披露。
11. ↑  5人での出場（岩橋玄樹が活動休止中のため）。
12. ↑  自身のカウントダウンコンサートを開催する神奈川県横浜市港北区・横浜アリーナからの中継。
13. ↑  「Future Pop」「エレクトロ・ワールド」を順に披露。
14. ↑  「I WANT YOU BACK」「BDZ」を順に披露。
15. ↑  「Rising Sun」「Heads or Tails」を順に披露。
16. ↑  「風立ちぬ」「ハートのイアリング」「天国のキッス」「渚のバルコニー」を順に披露。
17. ↑  エレファントカシマシとして前回出場。
18. ↑  「ひこうき雲」「やさしさに包まれたなら」を順に披露。
19. ↑  徳島県鳴門市・大塚国際美術館から中継。
20. ↑  過去第63回（2012年）と第66回（2015年）の出場はいずれも特別出演によるもの。
21. ↑  「アイノカタチ」「つつみ込むように…」を順に披露。
22. ↑  「君のうた」「Happiness」を順に披露。

### 選考を巡って
- 初出場は7組、返り咲きは6組。
  - あいみょんはこの年リリースした「マリーゴールド」が注目を集め、10代からの圧倒的な支持を受けている[54]。
  - DAOKOは前年2017年公開の映画『打ち上げ花火、下から見るか? 横から見るか?』で米津玄師とコラボレーションした主題歌「打上花火」のアニメMVがYouTubeで2億回再生を記録、音楽配信でも軒並み1位を獲得している[55]。
  - King & Princeはこの年メジャーデビューし、デビューシングル「シンデレラガール」は70万枚、2作目の「Memorial」も初週40万枚の売り上げを記録している。なお、パニック障害の治療で休養中の岩橋玄樹は欠場する[56]。
  - 純烈は、全国の健康センターやスーパー銭湯などで年間最多200公演を行うなど地道な活動を続け熟年層からの人気を獲得、この年リリースした「プロポーズ」も10万枚のセールスを記録し、結成11年目にして目標としていた紅白出場を決めた[25]。
  - Suchmosはこの年のNHKサッカー中継テーマソング「VOLT-AGE」を担当している[57]。
  - YOSHIKI feat. HYDEは総合テレビでこの年放送されたアニメ『進撃の巨人 Season3』の主題歌「Red Swan」を手がけている[58]。また、YOSHIKIはワールドツアーで共演しているサラ・ブライトマンとのコラボレーションも行うことになった[59]
  - 米津は当初出演予定になかったものの、NHK側の「出身地である徳島からの生中継」という提案を受け出場を承諾した[18]。
  - 返り咲き勢では、この年「U.S.A.」が大ヒットしたDA PUMPが16年ぶりの出場で、初出場歌手の発表会見では異例の2度目の登壇となった[60]。また活動45周年を迎えた松任谷由実や、この年活動を再開したEXILEといきものがかりなどが選ばれている。
  - この他、配信限定のコラボレーションシングル「獣ゆく細道」をリリースしたエレファントカシマシの宮本浩次と椎名林檎が特別企画で出場する[61]。
  - また、企画コーナーとして「世界で人気のジャパンカルチャー」を特集するにあたり、『ラブライブ!サンシャイン!!』からAqoursと、ゲームを原案とした2.5次元ミュージカル『刀剣乱舞』から「刀剣男士」が出演し、この日限定のスペシャルパフォーマンスを披露する[62]。『ラブライブ！』シリーズからは、第66回（2015年）に紅組で出場したμ's以来の出演となる[63]。また、「刀剣男士」はミュージカルやライブなどを通じて初となる19人編成での出演となる[64]。
- 前回の出場歌手より、不選出となったのは紅7組、白8組の計15組。
  - 紅組：AI、E-girls、市川由紀乃、倉木麻衣、SHISHAMO、髙橋真梨子、松たか子
  - 白組：X JAPAN[注 3]、エレファントカシマシ[注 4]、竹原ピストル、トータス松本、TOKIO[注 5]、平井堅、福田こうへい、WANIMA
- 石川さゆりは紅組歌手で史上初の35年連続出場を達成。
- 五木ひろしは森進一（第66回限りで勇退）の持つ最長連続出場記録に並んだ。
- 乃木坂46メンバーのうち、西野七瀬が放送日に、衛藤美彩が翌年3月31日に、伊藤かりんが同5月23日に、斉藤優里が同6月30日に桜井玲香が9月1日に乃木坂46から卒業したことにより乃木坂46としては本回が紅白最後の出演となった。
- Suchmosのメンバーのうち、HSUが2021年10月に亡くなったため、生涯最後の紅白出演となった。
- AKB48はバンコクの姉妹グループ・BNK48による「恋するフォーチュンクッキー」がタイ国内での動画再生回数1億5000万回を超える大ヒットとなった事から、同曲をBNK48のメンバーとコラボレーションして披露することになった[10]。
- この年下期の連続テレビ小説『まんぷく』の主題歌「あなたとトゥラッタッタ♪」を手掛けたDREAMS COME TRUEはスケジュール上の都合等で出演を辞退[注 6]。
- 今回は紅白両軍どちらにも属さず出場した歌手のうち、北島三郎・北島兄弟、刀剣男士、Aqoursは「企画コーナー」のゲストとし、サザンオールスターズ、椎名林檎と宮本浩次は「特別企画」での出場歌手とし出場回数もカウントされた。また本紅白から公式ホームページの「紅白ヒストリー」に紅白両軍以外の出場歌手も記載している。

### 曲順を巡って
紅組トリにこの年デビュー45周年を迎えた石川さゆり（3年連続）、白組トリおよび大トリに10年連続出場の嵐が起用された。さらに大トリ・嵐の歌唱後、特別出演したこの年デビュー40周年を迎えたサザンオールスターズが「究極の大トリ」として登場した。なお、サザンオールスターズが最終歌唱者になることを公表前に「内定」と報じていたメディアも複数あった。

## 司会者
- 紅組：広瀬すず（女優・ファッションモデル。翌年上期の連続テレビ小説『なつぞら』のヒロイン・奥原なつ役）
- 白組：櫻井翔（嵐）
- 総合：内村光良（ウッチャンナンチャン、『LIFE!〜人生に捧げるコント〜』座長、『なつぞら』語り[68]）、桑子真帆（東京アナウンス室）
  - 広瀬は紅白初司会、櫻井は嵐として担当して以来4年ぶり6回目（単独では初）、内村・桑子は前回に続き2回目[3]。

## ゲスト出演者

### ゲスト審査員
紹介文については、公式サイトにおける記述 に準拠する。
- 阿部サダヲ（俳優）：翌年の大河ドラマ『いだてん〜東京オリムピック噺〜』の主人公・田畑政治役。第56回（2005年）でグループ魂のメンバーとして出場。
- 安藤サクラ（女優）：この年下期の連続テレビ小説『まんぷく』のヒロイン・今井（立花）福子役。出演映画『万引き家族』が第71回カンヌ国際映画祭でパルム・ドール受賞。
- 池江璃花子（水泳選手）：2018年アジア競技大会で日本選手として初めて1大会6冠を達成しMVPに。
- 小平奈緒（スピードスケート選手）：2018年平昌オリンピック日本選手団主将で、同大会のスピードスケート女子500mでオリンピック新記録をマークし金メダル獲得。
- 佐藤健（俳優）：この年上期の連続テレビ小説『半分、青い。』の萩尾律役。
- 出川哲朗（タレント）：2018年のテレビCM起用社数は男性タレントで最多の14社。翌年1月5日放送の『メガ実験バラエティ すごいよ出川さん!』に出演。
- 永野芽郁（女優）：『半分、青い。』のヒロイン・楡野→森山→楡野鈴愛役。
- 中村勘九郎（歌舞伎俳優）：『いだてん〜東京オリムピック噺〜』の主人公・金栗四三役。
- 夏井いつき（俳人・エッセイスト・帝塚山学院大学客員教授）：MBS制作・TBS系『プレバト!!』の出演をきっかけに俳句ブームを作る。Eテレ『NHK俳句』『俳句王国がゆく』に出演。2018年第44回放送文化基金賞を受賞。
- 野村萬斎（狂言師）：2020年東京オリンピック・パラリンピックの開会式・閉会式のチーフ・エグゼクティブ・クリエーティブ・ディレクター（その後降板）。
- 長谷部誠（アイントラハト・フランクフルトミッドフィールダー）：サッカー日本代表キャプテンとしてチームを牽引、FIFAワールドカップロシア大会を最後に代表を引退。

これまで審査員紹介の際に1人ずつ具体的に行われていた経歴の紹介が割愛され名前のみまとめてテロップで表示される形となった。

### 特別企画
- 刀剣男士、Aqours：ジャパンカルチャー特集企画で出演[70]。なお、刀剣男士は山内惠介のバックダンサー、Aqoursは五木ひろしのバックダンサーとしてそれぞれ出演。また、両者ともDA PUMPと北島三郎のステージに応援として出演した。
- 北島三郎、北島兄弟（北山たけし、大江裕）：「夢を歌おう」特別企画 “紅白に、サブちゃんが帰ってきた!”で出演。
- サザンオールスターズ：「究極の大トリ」として出演。

### 企画・応援ゲスト
- 塚地武雅（ドランクドラゴン）：『LIFE! 〜人生に捧げるコント〜』とのコラボ企画でイカ大王に扮して何度見切れるかに挑戦。
- Fabulous Sisters、BLUE TOKYO：坂本冬美のバックダンサー[71]。
- ものまねJAPAN（サッカー日本代表のそっくりさんユニット）、ひょっこりはん：郷ひろみの応援。
- ムロツヨシ：『LIFE! 〜人生に捧げるコント〜』出演者。企画コーナー「夢のキッズショー 〜平成、その先へ〜」の案内人。
- ドン・ガバチョ、サンデー先生、トラヒゲ、マシンガン・ダンディ、ライオン、博士：『ひょっこりひょうたん島』のキャラクター。企画コーナー「夢のキッズショー 〜平成、その先へ〜」で出演。
- ワンワン、うーたん、ゆきちゃん（大角ゆき）：Eテレ『いないいないばあっ!』出演者。同上。
- 花田ゆういちろう、小野あつこ、小林よしひさ、上原りさ、ガラピコぷ〜（チョロミー、ムームー、ガラピコ）：Eテレ『おかあさんといっしょ』出演者。同上。
- Foorin：<NHK>2020応援ソング「パプリカ」を披露。翌年の紅白で正式出場を果たす。
- ミライトワとソメイティ（2020年東京オリンピック・パラリンピック公式マスコットキャラクター）：Foorinの曲中に登場。
- SHOCKERS（早稲田大学男子チアリーディングチーム）：Hey! Say! JUMPと共演[71]。
- 畠山愛理：『サンデースポーツ2020』リポーター。丘みどりのバックダンサー[72]。
- チコちゃん（声：木村祐一）、岡村隆史（ナインティナイン）：『チコちゃんに叱られる!』出演者。企画コーナー「チコちゃんに叱られる!×紅白」で出演。なお「ボーっと生きてんじゃねーよ!」はそこだけカメラのアングルを変えて吹き出しのような形で放送された。岡村は第57回（2006年）以来の出演。
- ロコ・ソラーレ（2018年平昌オリンピックカーリング女子銅メダル）：天童よしみの応援および北島三郎の曲後。
- 武田真治、小林航太、村雨辰剛：『みんなで筋肉体操』出演者。天童よしみとDA PUMPの応援。
- メイガス、プリマベーラ（いずれもイリュージョニスト）：水森かおりとのコラボレーションでイリュージョンを披露。
- 白A：Sexy Zoneと共演[71]。
- 高畑充希、藤井隆、宮野真守：『おげんさんといっしょ』出演者。企画コーナー「おげんさんといっしょ×紅白」で出演。
- 神奈川県立厚木高等学校ダンスドリル部、神奈川県立海老名高等学校ダンス部：学校の先輩であるいきものがかりとのコラボレーションでダンスを披露。
- DJ KOO（TRF）、ず〜まだんけ：三山ひろしの曲中でけん玉ギネス世界記録に挑戦。
- バナナマン（設楽統・日村勇紀）：西野七瀬（当時乃木坂46）の両親へのインタビューおよび『紅白ウラトークチャンネル』出演。
- 菅原小春：米津玄師のバックダンサー[73]。
- 伊藤美誠、平野美宇（いずれも卓球選手）、高梨沙羅（2018平昌オリンピックスキージャンプ女子銅メダル）：特別企画“自分を支えた歌”にVTR出演。
- 鶴見辰吾：「チコちゃんに叱られる!×紅白」にVTR出演。

### 演奏ゲスト
- SUGIZO（LUNA SEA、X JAPAN、Violet UK）：YOSHIKI feat.HYDEの曲中でギターを演奏。
- 河村"カースケ"智康、伊賀航、長岡亮介、石橋英子、櫻田泰啓：「おげんさんといっしょ×紅白」のバックバンド。
- 坂本昌之：島津亜矢の曲中でピアノを演奏。
- 弦一徹ストリングス：同上およびMISIAの曲中でストリングスを担当。
- DRUM TAO：氷川きよしの曲中で和太鼓を演奏[74]。
- 笹路正徳：椎名林檎と宮本浩次の曲中でピアノを演奏。
- 朝川朋之：同じくハープを演奏。
- 鳥越啓介：同じくコントラバスを演奏。
- 松任谷正隆、武部聡志、林立夫、小原礼、鈴木茂、遠山哲朗、今井マサキ、亜美、佐々木詩織：松任谷由実のバックバンド。
- 重実徹、TOMO、JINO、吉田サトシ、鈴木明男、佐々木久美、ギラ・ジルカ、ASA-CNANG：MISIAのバックバンド。
- 布袋寅泰：石川さゆりの曲中でギターを演奏。
- 都倉俊一：「蛍の光」の指揮を担当。

### その他の番組担当者
- ラジオ中継：小松宏司、千葉美乃梨（いずれも東京アナウンス室）
- テレビ放送副音声『紅白ウラトークチャンネル』： サンドウィッチマン（伊達みきお・富澤たけし）、渡辺直美、雨宮萌果（東京アナウンス室）
- BS4K・BS8K用のつなぎコーナー（正式なコーナー名はないが、便宜上このタイトルとする）[注 7]: 斎藤司（トレンディエンジェル）、尾形貴弘（パンサー）[注 8]、塚原愛（東京アナウンス室）[要出典]

## 企画
- 7年ぶりの出演となった松任谷由実の歌唱する曲については、「私が好きなユーミンのうた」と題して、番組公式サイトで松任谷の曲にまつわるエピソードや松任谷本人へのメッセージと共に曲目を募り、投票された曲（投票数が上位の曲とは限らない）の中からメドレーで歌唱することとなった[75]。当日歌唱した『ひこうき雲』は票数で5位、『やさしさに包まれたなら』は2位であった（票数の1位は『春よ、来い』、3位は『DESTINY』、4位は『守ってあげたい』）[76]。

## 視聴率
番組平均視聴率は前半（19:15 - 20:55）が37.7%、後半（21:00 - 23:45）が41.5%となった（ビデオリサーチ調べ、関東地区・世帯別リアルタイム視聴率。以下同じ）。前半は前年から1.9ポイント上昇し、第52回（2001年）の38.1%に次ぐ17年ぶりの高視聴率、後半は前年から2.1ポイント上昇し2年ぶりの40%越えとなった。
ビデオリサーチの提供したデータから各メディアが独自に割り出した瞬間視聴率の推移 に依れば、番組全体の瞬間最高視聴率は最終結果結果発表時（23時42分）の45.5%で、前回の瞬間最高視聴率（安室奈美恵歌唱時の48.4%）は下回った。

### 歌手別視聴率
歌手別の最高視聴率は「究極の大トリ」のサザンオールスターズが1曲目と2曲目の歌唱を終える2か所においてそれぞれ45.3%、次いで米津玄師歌唱時の44.6%だった。
- 数字は関東地区[80]。
- 紅組、      白組、      特別企画。

| 順位 | 組 | 歌手                 | 視聴率 |
| ---- | -- | -------------------- | ------ |
| 1位  | 企 | サザンオールスターズ | 45.3%  |
| 2位  | 白 | 米津玄師             | 44.6%  |
| 3位  | 紅 | 松任谷由実           | 43.7%  |
| 4位  | 紅 | MISIA                | 43.4%  |
| 4位  | 白 | 星野源               | 43.4%  |
| 6位  | 紅 | TWICE                | 42.7%  |
| 7位  | 紅 | 西野カナ             | 42.6%  |
| 7位  | 紅 | 松田聖子             | 42.6%  |
| 9位  | 紅 | AKB48                | 42.4%  |
| 10位 | 白 | 三山ひろし           | 42.3%  |
| 10位 | 白 | 嵐                   | 42.3%  |